# Callihormius careosulcus
Callihormius careosulcus är en stekelart som beskrevs av Marsh 2002. Callihormius careosulcus ingår i släktet Callihormius och familjen bracksteklar. Inga underarter finns listade.